# Разбойници
„Разбойници“ е заглавието на първата публикувана творба на германския поет и белетрист Фридрих Шилер.
Трагедията, първоначално предназначена за четене, а не за представяне на сцена, е в 5 действия. Творбата е издадена анонимно през 1781 година, а на 13 януари 1782 година е представена за първи път на сцена в Манхайм, където става сензация и прави Шилер известен. „Разбойници“, на немски „Die Räuber“, спада към възникналото в Германия, през епохата на Просвещението, течение „Буря и натиск“.
В трагедията се разказва за съперничеството между двама братя – графовете Карл и Франц Мор. От едната страна е интелигентният, обичан от баща си, Карл Мор, който по-късно става разбойник, а от другата – страдащият от липсата на бащина обич Франц Мор, който завижда на брат си и иска да заграби цялото бащино наследство. Централен мотив в произведението е конфликтът между разума и чувствата, а основна тема –връзката между законът и свободата.
Вдъхновение за написването на това произведение, Шилер черпи от разказа „За историята на човешкото сърце „на Кристиан Фридрих Даниел Шу́барт. Литературните историци, също така смятат, че творбата представя моменти от живота на Никол Лист, водач на банда разбойници, обвинена в редица грабежи и убийства във и отвъд пределите на Саксония през края на 17 век. По това време разбойническите банди в Германия не са нещо необичайно.

## Резюме
Максимилиан, управляващият граф Мор, има двама, различаващи се помежду си сина: Карл и Франц. Франц, който в детските си години бива пренебрегван от баща си, е студен, пресметлив и лукав. Тъй като е роден втори, той няма права върху фамилното наследство. Карл, обратно на брат си, винаги е бил любимецът на графа. Като студент в Лайпциг обаче, Карл води твърде лекомислен и необуздан начин на живот. Потънал в дългове, той пише писмо на баща си, в което го моли за прошка и го уверява, че ще се поправи.
Писмото попада в ръцете на ревнивия брат Франц, който го заменя с фалшификат. Франц чете фалшивото писмо на стария граф, представяйки своя брат като бандит, убиец и изнасилвач. Графът е толкова съкрушен, че, подтикнат от Франц, решава да се отрече от Карл и да го лиши от наследство. За тази цел, поръчва на Франц да напише в отговор писмо на брат си.
Когато получава писмото, Карл, който през цялото време се е надявал на прошка, се отчайва и се оставя да бъде провъзгласен за водач на, основана от негов приятел, разбойническа банда, която според неговата идеалистична представа е почтена, защото се застъпва за по-слабите. В бандата, обаче се получават разногласия, предизвикани от жадния за убийства и плячкосване Мориц Шпигелберг. Карл затъва все по-дълбоко в несправедливости и насилие, което все повече препречва пътя му за връщане назад към нормалния живот. Дори се заклева във вечна вярност пред разбойниците, за което по-късно съжалява. Отговорен за смъртта на много невинни, спомнил си любимата Амалия, Карл решава да се върне незабелязано още веднъж в бащиния дом.
Междувременно Франц, сплита поредната интрига за „блудния син „с която разбива сърцето на баща си и се провъзгласява за новия господар на имението Мор. Обзет от жажда за власт, Франц се опитва повторно да спечели Амалиа, която все още вярна на Карл, се противопоставя на дръзките му опити. Маскиран, Карл нахлува в замъка, за да разбере истинските причини за своето падение и че Амалиа, която не успява да го разпознае, все още го обича.
След като Франц узнава, кой е преобразеният, Карл е принуден да избяга в гората, където случайно среща баща си, когото е мислил за мъртъв. Франц го държи затворен в кула. Сразеният Карл изпраща бандата си да щурмува замъка на брат му и да го заловят. Страхливия Франц успява да намери единствено спасение в самоубийството. Амелия е отведена от разбойниците като годеница за Карл, който отчаян от обрата на събитията се разкрива пред нея и баща си. Разбирайки, че синът му оглавява банда разбойници, Максимилиан умира. Амелиа също е ужасена, но въпреки това не се отказва от любовта си към него. Заради клетвата, която е положил пред разбойниците, Карл не може да бъде с нея. Същата не може да живее без него и го моли да я убие. С мъка на сърцето, Карл изпълнява последното ѝ желание. Накрая, подтикнат от чувство за вина, той се предава.

### 1. Действие
Изходна точка на действието е ситуация, разиграваща се в благородническия род фон Мор: един стар баща между дамата си различни сина Карл и Франц, които по-късно стават смъртни врагове. По-малкият син Франц живее в замъка на баща си, а по-възрастният – Карл води разюзден студентски живот в Лайпциг.

#### 1. Сцена
Старият граф Максимилиан фон Мор получава писмо от Лайпциг, новини от най-големия син. Написаното, което му представя Франц, обаче, е от предполагаем приятел на Карл и не съдържа нищо радостно: Става явно, че Карл е изпаднал в големи затруднения, задлъжнял е с 40.000 дуката, обезчестил е дъщерята на един банкер и е убил годеника ѝ в дуел, измъквайки се от ръцете на закона. Не подозирайки, че Франц плете интриги срещу брат си, че е фалшифицирал писмото и че е скрил истинското, в което Карл моли баща си за прошка, графът е дълбоко потресен и се оставя да бъде склонен от Франц, да се откаже от сина си и да го лиши от наследство. Той се надява, че благодарение на тези възпитателни мерки, ще успее да вкара Карл отново в правия път и обмисля да възобнови контакта си с него веднага, след като той изчисти името си. Въпреки че графът моли многократно по-малкия си син, да не пише отговор, с който би причинил на брат си твърде големи терзания, Франц формулира писмото извънредно остро и недоброжелателно, за да всее раздор между сина и бащата завинаги.

##### 2. Сцена
В същото време Карл и неговият приятел Шпигелберг осъждат в кръчмата тези закони, които ограничат свободата на човек. Докато приятелите са заедно, до Карл достига писмото, което Франц е съчинил от името на баща им. Когато научава, че е прогонен от своя родител и нито една молба за прошка може да промени това, безмълвен Карл пуска писмото на земята и излиза от стаята. След като приятелите също прочитат писмото, Шпигелберг използва отсъствието на Карл, за да придума останалите, да се обединят заедно в разбойническа банда. В този момент Карл се връща и им обяснява, че целият му живот се е преобърнал. Той възприема наказанието на баща си, като знак, че целия човешки род е загубил човечността си. Възбуден, се съгласява с предложението на приятелите си, да стане техен водач и формулира клетва, която трябва да ги свързва до смъртта им. Всички се заклеват един на друг, с изключение на Шпигелберг, който разочарован и сърдит, че са избрали Карал за водач, а не него, се отдръпва настрани.

##### 3. Сцена
Франц желае силно Амалия и се опитва да я спечели, лъжейки, че Карл е заложил годежния си пръстен, за да се изплати на проститутка. Преувеличенията на Франц, обаче, карат Амалия да стане мнителна. Тя прозира фалшивата игра, разгадава истинските му намерения и решително му отказва. Разкрит, Франц показва истинското си лице и се заклева, че ще ѝ отмъсти.

### 2. Действие

#### 1. Сцена
Франц, който иска сам да е господар на замъка фон Мор, измисля подъл план, как да убие баща си, за да притежава цялата власт. Той настройва незаконнородения Херман с намеци, относно неговия произход, срещу Карл и стария Мор, за да му помогне да отстрани двамата от пътя си. За възнаграждение Франц му обещава ръката на красивата Амалия и Херман се съгласява. В замяна на това, той трябва да се представи пред стария Мор за приятел на Карл, и да му съобщи ужасната вест, че синът му е мъртъв. Херман напуска сцената, а Франц веднага показва истинското си лице, за да стане ясно, че никога не е възнамерявал да се откаже от Амалиа. Той иска годеницата на брат си повече от всякога.

#### 2. Сцена
Когато преобразеният Херман докладва на стария Мор, че синът му е паднал на бойното поле, бащата поема вината върху себе си. Не може да понесе, че прокуждайки първородния си син, го е подтикнал да се включи във войната и да намери смъртта си. Амалиа, която също е разтърсена от предполагаемата смърт на годеника си, се опитва да успокои графа. Въпреки това, същият не може да понесе тежкия удар на съдбата – за което допринася и Франц, който с думите си сипва сол в раната – и рухва като мъртъв на земята. След това Франц се вижда като наследник. Неговите първи изказвания като такъв загатват, че ще се превърне в истински тиранин

#### 3. Сцена
По това време Карл, живее като водач на групата разбойници в горите на Бохемия. Шпигелберг се връща в бандата, водейки със себе си нови последователи. Когато разбойниците научават, че Карл е спасил от бесилката Ролер, уважаван член на групата, лоялността към предводителя им се затвърждава. Градът, който осъдил Ролер на смърт, бил подпален и унищожен, при което загиват 83 жители. Когато по-късно гората бива обградена от войници, свещеник се опитва да внуши на разбойниците, че трябва да предадат водача си, като им обещава, че чрез това предателство, греховете им ще бъдат опростени. Въпреки че Карл сам подканва мъжете да сторят това, те застават зад него. С призива „Свобода или смърт“ започва битка и завършва второ действие.

### 3. Действие

#### 1. Сцена
В градината, Амелиа свири на лютнята си оплаквателна песен за мъртвия любим. Франц си появява, за да иска отново ръката ѝ. Той я уверява, че ще падне в краката ѝ и ще стане неин роб. Амалиа го отблъсква и го обвинява за смъртта на Карл. Тогава Франц, станал господар на замъка след предполагаемата смърт на баща си, сменя тактиката и ѝ заповядва да се омъжи за него. След като тя му се противопоставя, Франц я заплашва, че ще я прати в манастир. Заплахата обаче не подейства – Тя би живяла по-скоро в манастир, отколкото да стане негова жена. В своя гняв, Франц се заканва, насила да я замъкне пред олтара, след което да влезе в „несподеленото ѝ ложе“. Когато Амалиа отговаря на заплахите му с плесница, той я обявява безцеремонно за своя метреса. Тя се преструва, че иска помирение, при което го прегръща, измъквайки шпагата му, с която го прокужда. Херман се появява, за да я помоли за прошка. Той признава вината си и разкрива, че Карл и старият граф са все още жив. Първоначално тя не може да повярва, но после се радва, преди всичко, на новината за своя любим. Не обръща толкова голямо внимание на факта, че и старият Мор все още не е умрял.

#### 2. Сцена
След изминалата битка, изтощен и отчаян, Карл си спомня за детството и започва да размишлява за досегашните си действия и последиците от тях. В този момент на сцената се появява Козински. Той има намерение да се присъедини към разбойниците. Карл му отвръща, че само един мъж без всякаква надежда, може да желае, да се включи към този „дяволски съюз“. Тогава Козински разказва на разбойниците историята на своя живот. Оказва се, че тя съвпада на много моменти с тази на Карл. А когато той разбира, че и любимата на Козински се казва Амалиа, прозира в това знак на съдбата и решава да се върне у дома, за да види годеницата си. Разбойниците го следват безусловно.

### 4. Действие

#### 1. Сцена
Карл пристига в родината си и поръчва на Козиниски да отиде в замъка, за да го представи там като граф фон Бранд. При гледката на позната среда, у Карл се събуждат спомени за детските му и младежки години. Монологът му става все по-мрачен. Той започва да съжалява за връщането си, въпреки това събира смелост и прекрачва входа на замъка.

#### 2. Сцена
Амалиа придружава Карл в родовата галерията, но не го разпознава. Франц, обаче подозира, кой е преобразеният посетител и заповядва на своя слуга Даниел, да отрови чужденеца. Слугата, обаче не желае на душата му да тежи греха на убийството .

#### 3. Сцена
След като Даниел забелязва стар белег на Карл и го разпознава, същият е принуден да разкрие самоличността си. След това разбира за интригите на брат си. Карл не мисли за отмъщение. Единственото което желае е да види Амалиа.

#### 4. Сцена
При последната си среща с Амалиа, която все още не е разпознала Карл, двамата си разказват за отдалечените от тях любими. Карл и разказва за ужасните се престъпления и ѝ обяснява, защо не може да се върне при „неговата“ Амалиа. Тя от своя страна е радостна, знаейки, че „нейния“ Карл е все още жив и чист далеч от нея. Карл е сломен от красивата представа на Амалиа за него и избягва при разбойниците, които лагеруват пред двореца.

#### 5. Сцена
В отсъствието на Карл, Шпигелбепг се опитва да настрои разбойниците против водача им, намеквайки, че той трябва да оглави бандата и убие Мор. В отговор на това, лоялният Швайцер намушква Шпигелберг. Когато Карл се връща при хората си, те очакват нова заповед от него. При което, той ги насърчава да си легнат, взима лютнята си и запява песен за срещата на мъртвия Цезар с неговия убиец Брут. Загатнатото в песента отцеубийство (имайки предвид легендата, според която Брут е син на Цезар) припомня на Карл неговата собствена вина. В него се зараждат мисли за самоубийство, които обаче скоро се разсейват.
Същата вечер, Херман отива в гората, за да занесе скришом храна в кулата на затворения там Максимилиан Мор. Карл забелязва това, освобождава затворника, в когото разпознава баща си. Старият Мор разказва какво му се е случило и как е попаднал в кулата. Възмущението подтиква Карл към отмъщение. Той заповядва на хората си да нападнат замъка. На Швайцер поставя задачата да му доведе Франц жив. Разбойникът му се заклева, че или ще се върне с живия Франц, или няма да се връща.

### 5. Действие

#### 1. Сцена
Същата нощ Франц е измъчен от кошмар за деня на страшния съд. Развълнуван и уплашен, той бърза по коридорите на замъка и спира минаващия покрай него Даниел, за да му обрисува кошмара си и да го накара да извика свещеник. Франц и отец Мозер водят дълъг диспут за вярата и вината, като Франц осмива възгледите на свещеника. На въпроса му, кои са най-страшните грехове, Мосер отговаря, че най-лошите престъпления са отце-и братоубийството, за които Франц не трябва да безпокои, защото брат му и баща му вече са мъртви. Осъзнаващ вината си, Франц отпраща духовника разстроен. Той усеща, как разбойниците приближават замъка и го подпалват. Когато чува гласа на Швайцер разбира, че са дошли за него и опитва да се помоли. Когато не успява да го направи, нарежда на Даниел да го убие. Същият оказва да изпълни заповедта. Тогава, от страх от отмъстителите, Франц се обесва. Швайцер разбира, че не може да спази обещанието си към Карл, да доведе брат му жив, и се застрелва

#### 2. Сцена
Старият Мор оплаква съдбата на двете си деца. Карл, все още неразкрит, моли баща си за благословията му. Разбойниците се връщат с Амалиа, която са уловили край лагера. Когато Карл разкрива самоличността си и факта, че е водач на банда разбойници, баща му умира от ужас. Амалия му прощава и иска да бъдат заедно. Заради клетвата, която е дал към разбойниците, това обаче се оказва невъзможно. Амалиа не може да живее повече без Карл и го моли да я убие. Първоначално сърцето не му позволява, но когато един от разбойниците му предлага да го направи вместо него, той се съгласява. Най-накрая Карл разбира, че животът му е загубен. Той решава да направи последно добро, за да изкупи вината си, като се предава на един беден надничар, за да може същият с парите, обявени за главата на Карл, да изхрани единайсете си деца.

## Фигури

### Карл Мор
Карл Мор е идеалистичен бунтовник, притежаващ атрактивно и харизматично излъчване. Неговите радикални идеи и буйни емоции отразяват прекрасно основните белези на течението „Буря и натиск“. По начало той е почтен човек. По-късно отхвърлен несправедливо от баща си, се превръща в престъпник. Той развива силна връзка със своите другари, най-вече с Ролер, Швайцер и Козински, но някои като Шпигелберг, които го принуждават да върши зверства и несправедливости, разпознава като безскрупулни. От солидарност към своите другари и, за да спаси Ролер, Карл позволява да изгорят цял град. Когато разбира, че Амалиа е готова да прости на подобен грешник като него, води вътрешна борба със себе си, защото се е заклел пред хората си (някои от които –Козински, Ролер са жертвали живота си за него) да им бъде верен.
Той заплаща прескъпо, когато убива годеницата си, по нейно собствено желание, след като разбойниците му припомнят клетвата. Най-накрая Карл се предава, помагайки на беден работник.

### Франц Мор
Франц Мор е по-малкият син на стария Граф. Франц, който за разлика от брат си е грозноват и недолюбван, се отличава с остър ум, рационално мислене и коварен характер. Франц е роден втори и няма права върху наследството. Дори вече зрял, той е неправоспособен и е под опеката на баща си. Понеже Карл винаги е бил предпочитаният син, Франц чувства липса на любов, която го превръща в аморален, егоистичен и безчувствен материалист и нихилист.
През годините завистта и ревността му към Карл се превръщат в омраза. Ето защо Франц създава интриги срещу брат си, за да може той да изпита същото емоцинално отхвърляне от страна на баща им. Баща му, обаче, също трябва да се разкае за поведението си. Франц сплита интрига, с която подтиква стария граф към отчаяние и едва не го убива. Чрез тази фигура, Шилер демонстрира, какво може да се случи, когато поведението на човек, израснал без любов, бива ръководено не от морала, а от хладната рационалност. Бизграничният сремеж на Франц да се добере до властта, завършва с ужаса на самоубийството.

### Амалиа фон Еделрайх
Амалиа е годеница на Карл, а за баща му е като родна дъщеря. Тя е вярна, нежна и почтена. Първоначално, подобно на графа, тя също бива измамена от интригите на по-малкия брат. Вярвайки, че на небето отново ще срещне своя любим, тя изпитва копнеж към живота след смъртта. На моменти в творбата проличава и нейната борбеност, а именно, когато се отказва от блясъка на двора при свадата си с Франц, който иска ръката ѝ. За силния ѝ характер говорят и други нейни действия: когато изобличава Франц, или когато Карл се разкрива пред нея.
Амалиа е символ на всеотдайната, чиста любов. Това показва и нейният трагичен край. Въпреки че любимият ѝ се оказва убиец, тя не спира да го обича. Когато разбира, че не може да бъде с него, тя намира избавление в смъртта.

### Максимилиан фон Мор
Граф Максимилиан фон Мор, наричан още „Старият Мор“ е бащата на Франц и Карл. Той е милостив владетел над подчинените си, поради неговата доверчивост, обаче, той лесно бива манипулиран. С годините силите му отслабват и вече не може да се наложи сред синовете си. Заради ранната смърт на жена си, той е принуден да отглежда децата си сам. Той не успява да бъде справедлив и към двамата и да им осигури морална стабилност.

### Мориц Шпигелберг
Шпигелберг се доказва като безсъвестния и лицемерен противник на Карл, на когото завижда за позицията му в бандата. Мориц се опиянява от убийствата, разрухата и грабежите и се хвали, че с другари са изнасилили монахините на един манастир. Зарида Карл, той се вижда възпрепятстван да безчинства и плячкосва. Ето защо се опитва да оклевети Карл пред останалите и да заеме позицията му. Плановете му се осуетяват, когато Швайцер го намушква. Също като Карл, той се бунтува срещу гражданския строй. Това се дължи на убеждението му, че като евреин е изблъскан в периферията на обществото. Разбрал, че няма да получи социално одобрение, той намира единствен изход в мизерното съществуване на престъпник.

## Особености в стила и съдържанието.
По време на Просвещението, разумът се явява единствената величина, според която трябва да се измерват човешките действия. Представителите на течението „Буря и натиск“, обаче, са на мнения, че човешките чувства и разум, най-малкото, трябва да бъдат оценявани като равни по сила. Ето защо“ Буря и натиск „е своеобразен протест срещу просвещенските закони и норми в литературата.
Освен това, представителите на „Буря и натиск“ защитават идеята за оригиналния, неповторим гений. Такъв имат онези творци, които самостоятелно, неповлияни от законите на поетиката, могат да предадат художествена форма на преживяванията и опита си. Така били оценявани уменията на творците и оригиналността на техните произведения. В „Разбойниците „Шпигелберг въплъщава прекрасно идеята за неповторимостта. Той е склонен към силно самонадценяване и оттам вярва, че самият е оригинален гений.
Емоцията е ключова за творбата, докато рационалното мислене е изтласкано на заден план. За взимането на разуми решения, вече не е важен само разумът, но и сърцето. Тази идея намира израз в литературните произведения на епохата, като се появяват фигури, които се отличават както със способността си да мислят логично, така и с емоционалните си преживявания. Това не винаги води до нещо добро. Много герои се провалят, поради невъзможността да овладеят силните си чувства.
Фигурата на Карл е много добър пример за това. Може да се твърди, че разумността е присъща на този персонаж. След разкрепостения си живот в Лайпциг, той иска да отрече от безцелното, младежко съществуване и моли баща си за прошка. Когато тази молба е отхвърлена, заради намесата на Франц, Карл е толкова наранен, че сякаш напълно губи разсъдъка си. Реакцията му на момента е точно толкова неразумна, колкото разумни са били плановете му за бъдещето: Той се превръща в престъпник.
По този начин Карл репрезентира класическата фигура на „Буря и натиск“. Външните фактори не му позволяват да използва енергията и стремежа си за дейност продуктивно. Те водят до взимането на такива решения, които не са рационални, а са продиктувани от силна вътрешна борба на героя. За творците на „Буря и натиск“ това поведение е оправдано и опонира на студения и рационален просвещенски начин на мислене и действие. Същият е представен от фигурата на по-малкия брат. Франц възхвалява науката и е лишен от чувство на съпричастност и съчувствие. Чрез различността на двамата братя може да се разбере и разликата между Просвещението и Буря и натиск.

## Представяне на сцена
На 13 януари 1789 творбата е представена на сцената на националния театър в Манхайм. Общественият интерес е голям. Още излязлото, преди една година, отпечатано издание предизвиква голяма сензация със своята критика към феодалната система. Директорът на театъра Волфганг фон Далберг искал да омекоти въздействието на творбата, за да не бъде възприета тя като бунт, като го връща 300 години във времето. Август Ифланд, обаче, който е в ролята на Франц Мор, излиза на сцената в типичното за 18 век облекло.
Представлението предизвиква скандал. Присъстващ на него разказва: „Театърът се превърна в лудница: хора с облещени лица, стиснати юмруци, сподавени викове от публиката. Непознати падаха, рухнали в сълзи, в обятията си. Жени се олюляваха, на прага на силите си към вратите. Беше хаос, от мъглите на когото се роди нова творба. „Шилер, който със свой приятел присъства на представлението, въпреки че му било забранено, споменава за него в анонимна критика, като подчертава и своите собствени слаби места.

## Адаптация и пародии
Е.Т.А Хофман в своята новела променя действието, като разменя ролите на Карл и Франц. Саверио Мерцаданте композира опера, която е базирана върху“ Разбойници“. Джузепе Верди се занимава с произведението като създава опера I masnadieri. „Бонфайър“ издават през 2008 албум с името „Разбойници“, чиито немско- и англоезични песни представят сцени от произведението. Освен това групата работи с театъра в Инголщат върху рокопера по творбата, която да представят на живо.

## Филми
- 1913 – „Разбойници“– режисьор Фридрих Фехер
- 1977 – „Свобода или смърт“ – режисьор Волф Грем
- 2014 – „Разбойници“– режисьор Пол Крухтен
- 2016 – „Разбойници „– режисьор Корнелиа Кьолер

## Издания
Разбойници • Шилер
- от проф. д.ф.н. Клео Протохристов, в превод на български език от Жана Николова-Гълъбова.
- от немски с пояснителни бележки Димитър М. Михов, издателство Ал. Паскалевъ
- от немски Жана Николова, издателство Прогрес, 1947 година
- Избрани творби, поезия, драми и статии, издателство Народна култура, 1982